# 祐向山城
祐向山城（いこやまじょう）は、岐阜県本巣市にあった中世の日本の城（山城）。

## 概要
城の位置する法林寺集落の北側には3つの山があり、地元では東の城、中の城、西の城と呼んでいた。このうち東の城・中の城の山は祐向山と呼ばれ、東の城を文殊城、中の城を祐向山城、西の城を山口城に比定する説もある。このうち文殊城の西の城を祐向山城といい、土岐氏の砦であるともされる。また文殊城の別名が祐向山城であり、同一の城だという説もあるが真偽は不明。
弘安年間頃には、藤崎行長の次男で美濃国守護代の藤崎泰綱がこれらの城の城主だったとされる。戦国時代には斎藤家の家臣・長井利安が居城とし、また斎藤道三も一時は拠点とした。道三の孫・斎藤龍興は1564年（永禄7年）に稲葉山城を一時退去し、この際に祐向山城を経て揖斐城に移ったという。1568年（永禄10年）、織田信長の美濃侵攻に伴って祐向山城は滅ぼされた。

## アクセス
- 樽見鉄道樽見線本巣駅から3キロメートル